# Terrefort
Pour les articles homonymes, voir Terrefort (Pays).

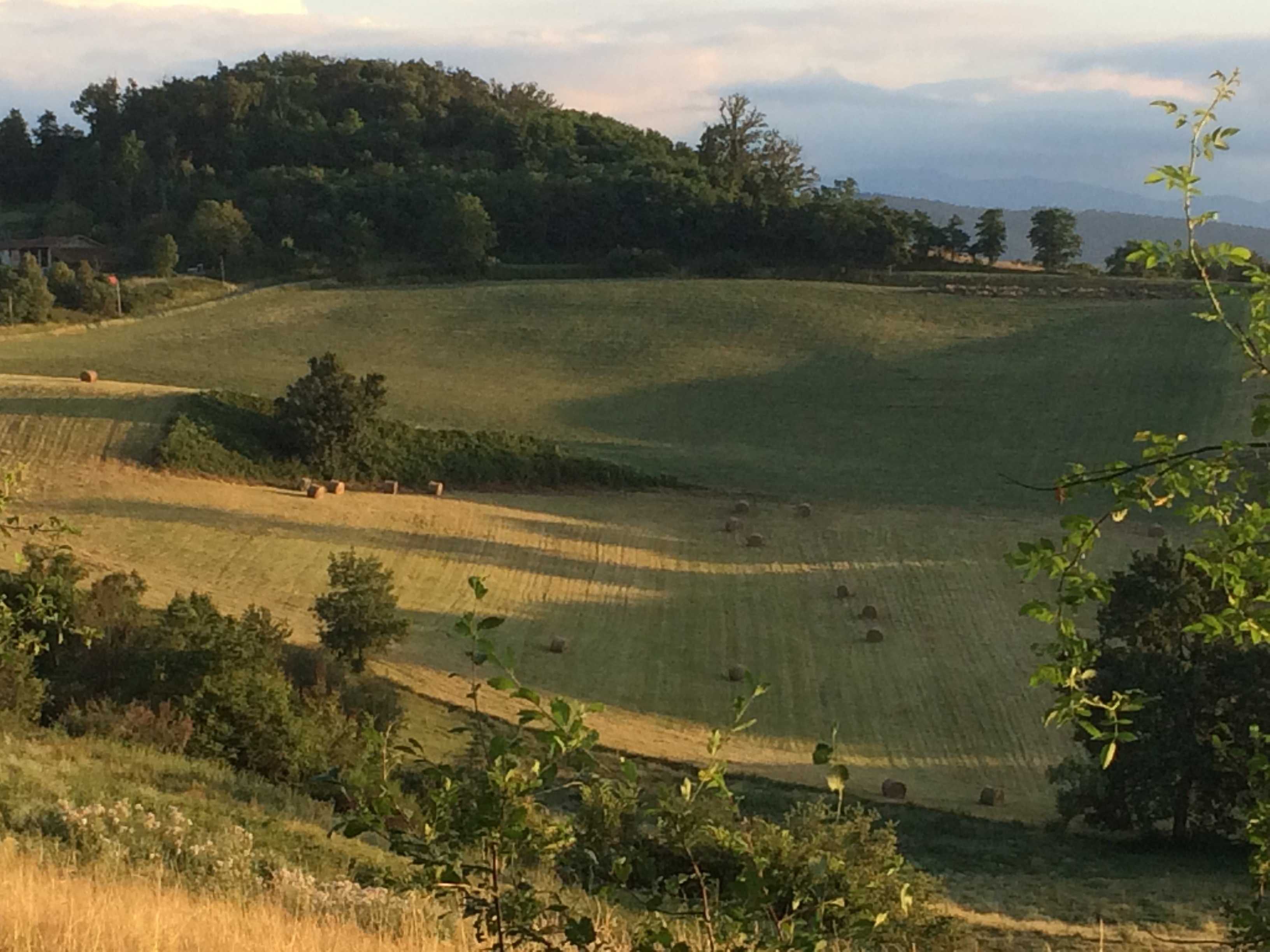
Paysage du Terrefort ariégeois.

Le terrefort est le nom donné en Gascogne aux sols argilo-calcaires lourds mais fertiles. Ils sont profonds et riches en argiles, ce qui confère des sols plastiques et adhésifs lorsqu’ils sont humides. Ils nécessitent une grande puissance de traction. Sur le plan hydrique, la présence d’argiles permet une bonne rétention en eau. Chimiquement, c’est un sol non calcaire dans la masse mais saturé en calcium.
Le nom de « terrefort » constitue un toponyme attribué à différents terroirs du Sud-Ouest de la France : Terrefort rouergat, Terrefort ariégeois, Terrefort toulousain... Le Lauragais est également un terrefort. Il est souvent opposé à la Boulbène, terre légère et battante plutôt acide.